# 하라촌 (야마나시현)
하라촌(原村)은 야마나시현 미나미코마군에 설치되었던 촌이다. 현재의 미노부정에 해당한다.